# Železnodorožnyj (Oblast' di Kaliningrad)
Železnodorožnyj (Железнодорожный) è un insediamento di tipo urbano della Russia, posta ai confini con la Polonia.
Fino al 1945 fu tedesca, e nota con il nome di Gerdauen.

## Geografia antropica
Il comune urbano di Železnodorožnyj comprende 31 centri abitati (poselok):
- Železnodorožnyj (Железнодорожный)
- Ajvazovskoe (Айвазовское)
- Višnëvoe (Вишнёвое)
- Vol'noe (Вольное)
- Gogolevskoe (Гоголевское)
- Grebnoe (Гребное)
- Zarečenskoe (Зареченское)
- Zverevo (Зверево)
- Znamenka (Знаменка)
- Kamenka (Каменка)
- Klenovoe (Кленовое)
- Kostromino (Костромино)
- Kočkino (Кочкино)
- Kočubeevo (Кочубеево)
- Krylovo (Крылово)
- Krymskoe (Крымское)
- Lipnjaki (Липняки)
- Mihajlovka (Михайловка)
- Nekrasovka (Некрасовка)
- Nikitino (Никитино)
- Novo-Bijskoe (Ново-Бийское)
- Novoselki (Новоселки)
- Novostroevo (Новостроево)
- Ozerki (Озерки)
- Panfilovo (Панфилово)
- Smol'noe (Смольное)
- Sovhoznoe (Совхозное)
- Holmogor'e (Холмогорье)
- Čanaevo (Чаадаево)
- Čajkino (Чайкино)
- Ševcovo (Шевцово)